# 朝日放送テレビのアナウンサー一覧
- 朝日放送テレビ > 朝日放送テレビのアナウンサー一覧
- 朝日放送ラジオ > 朝日放送テレビのアナウンサー一覧

朝日放送テレビのアナウンサー一覧（あさひほうそうテレビのアナウンサーいちらん）は、
1. 朝日放送テレビ（ABCテレビ）
2. 2018年4月1日の認定放送持株会社移行に伴うラジオ・テレビ同時分社化前の朝日放送（ABC、現：朝日放送グループホールディングス）[1][2][3][4]
3. 旧朝日放送が合併するまでの大阪テレビ放送（OTV）

に所属する、もしくは所属していたアナウンサーを一覧にしたものである。
※は編成局アナウンス部長（2010年4月 - 2012年3月は編成本部アナウンスセンター長）経験者。

## 現職アナウンサー

### 男性
- 1965年 道上洋三（常勤顧問・エグゼクティブアナウンサーで、2003年の取締役就任時にアナウンス部から離脱。取締役退任後の2021年9月に脳梗塞を発症してからは療養中。ABCテレビのネットチェンジ前に入社したアナウンサーの中では最後まで在籍）
- 1985年 中邨雄二（2022年3月31日付で正社員としての定年を迎えた後も、嘱託扱いの「シニアアナウンサー」として朝日放送グループ制作番組への出演を継続）、伊藤史隆（2023年3月31日付で正社員としての定年を迎えた後に、翌4月1日付から「シニアアナウンサー」として活動しながら神戸新開地・喜楽館の支配人を兼務）[5]
- 1986年 芦沢誠（2013年 - 2018年3月は報道局ニュースセンターの記者→ニュースデスク→ラジオ報道担当部長、2023年3月31日付で正社員としての定年を迎えた後も「シニアアナウンサー」として在籍）
- 1989年 堀江政生（2009年7月 - 2010年7月に朝日新聞東京本社へ出向、復帰後の2024年3月31日付で正社員としての定年を迎えた後も「シニアアナウンサー」として在籍）
- 1992年 柴田博（総合編成局アナウンス部プロフェッショナル＜部長待遇＞）
- 1994年 小縣裕介（同上）
- 1995年 浦川泰幸（同上）
- 1996年 藤崎健一郎（同上）、枝松順一（総合編成局アナウンス部長、2014年11月 - 2023年5月にスポーツ部でディレクターやプロデューサーを担当）
- 2000年 岩本計介（総合編成局アナウンス部副部長）
- 2001年 山下剛
- 2005年 高野純一
- 2008年 北村真平（総合編成局アナウンス部主任）
- 2009年 横山太一
- 2011年 古川昌希
- 2013年 北條瑛祐
- 2015年 福井治人
- 2016年 小西陸斗
- 2018年 佐藤修平
- 2022年 平野康太郎
- 2023年 小櫃裕太郎
- 2024年 中村想人

### 女性
- 1999年 加藤明子（2013年5月 - 2015年3月に出産・育児休暇）
- 2000年 小寺右子（2011年6月 - 2012年3月および2015年6月 - 2017年3月に出産・育児休暇）
- 2001年 武田和歌子（総合編成局アナウンス部副部長、2006年6月 - 2007年3月および2010年7月 - 2011年3月に出産・育児休暇）
- 2006年 乾麻梨子（2017年10月 - 2019年3月および2019年9月 - 2024年3月に出産・育児休暇）
- 2008年 桂紗綾（2025年5月から産前産後休暇取得予定）
- 2010年 塚本麻里衣（夫はアキナの秋山賢太で、2021年2月 - 2022年5月に出産・育児休暇を取得、2025年1月から産前産後休暇取得予定）
- 2012年 斎藤真美（2024年10月末から産前産後休暇中）
- 2016年 澤田有也佳（顎口腔ジストニアの治療を伴う「長期休養」扱いで2022年10月 - 2023年2月上旬に番組への出演を一時的に休止）[6][7]
- 2017年 津田理帆（2023年9月12日から産前産後休暇中）
- 2019年 増田紗織
- 2020年 東留伽（2023年9月 - 2024年5月には休職したうえでヨーロッパへ留学）[8]
- 2021年 鷲尾千尋
- 2022年 福戸あや
- 2023年 大仁田美咲
- 2024年 大石紗椰
- 2025年 久保光代、新貝まゆ

## 現職以外のアナウンサー経験者
◎：『Club JONR』（朝日放送ラジオで2009年10月 - 2011年9月に放送）に週替わりパーソナリティとして出演
〇：大阪テレビ放送（朝日放送の前身）の開局を機に第1期アナウンサーとして入社。
●：故人。

### 現在別部署に所属・退社

#### 男性
- 1951年
  - 中村鋭一●（なかむら えいいち、- 1977年3月）
    - ラジオ単営局時代の朝日放送第1期アナウンサー。在職中には、福井放送・山口放送・朝日新聞大阪社会部への出向を経て、『おはようパーソナリティ中村鋭一です』でラジオパーソナリティとして名を馳せた。退社後には、衆議院議員を1期・参議院議員を2期歴任したほか、昭和プロダクション所属のタレントとして朝日放送の番組に随時出演していた。2017年11月に死去。

  - 西村一男※（にしむら かずお、後に報道部長、報道局長、テレビ制作局長などを歴任）
  - 村上守●（むらかみ まもる）
    - 朝日放送ラジオ開局の第一声を発した。1970年代前半までスポーツ実況などで活躍。人事異動でアナウンス職を離れてからは、経営企画室長や監査役を務めた。
- 1954年
  - 高田晃（たかだ あきら、- 1964年）
    - 東京12チャンネル（現：テレビ東京）の開局に携わるため退社。
- 1955年
  - 今村益三〇（いまむら ますぞう）
    - ラジオ時代の朝日放送から大阪テレビ放送へ出向。1956.11.30時点で29歳。後に常務取締役や顧問を務めた。

  - 植草貞夫（うえくさ さだお、- 1992年定年）
    - 民放局におけるスポーツ実況の第一人者で、定年後も1998年まで朝日放送と専属契約を結んでいた。契約期間の満了を機に、個人事務所の「オフィスSARAH」代表に就任。妻は元・同僚（朝日放送アナウンサー）で、長男・三男・孫（長男の第一子）・（長男の第二子）2人も他局の現役アナウンサーである。

  - 竹中文博〇（たけなか ふみひろ、- 1958年）
    - 1956.11.30時点で23歳。新日本放送の設立を機に同局へ移籍。後に和歌山放送の社長・会長を務めた。

  - 田村安起●（たむら やすおき）
    - 1964年の日本シリーズでラジオ実況を担当した。後に金光教放送センターの初代センター長。2014年11月に死去。

  - 矢代清二〇（やしろ せいじ）
    - 明治学院大学経済学部出身、1956.11.30時点で26歳。
- 1956年
  - 久保顕次〇（くぼ けんじ、- 1993年）
    - 1956.11.30時点で24歳。朝日放送テレビがTBSテレビの系列局だった1967年7月に、『TBS歌のグランプリ』で大阪タワー展望台からの中継に登場。

  - 玉井孝●（たまい たかし、- 1989年定年）
    - 1953年にラジオ神戸（現在のラジオ関西）へ入社。1956年に朝日放送へ移籍した。1971年4月から1975年3月までTBSテレビ（ネットチェンジ前のキー局）へ出向し、『モーニングジャンボ』→『モーニングジャンボ奥さま8時半です』の司会を担当。2016年12月に死去。

  - 中村哲夫●（なかむら てつお）
    - 在職中はスポーツアナウンサーとして活躍。『熱闘甲子園』の初代司会も務めた。東京オリンピックのバレーボール女子・決勝戦の実況で知られる。退社後は、アクト・アカデミー芦屋の講師を歴任。2015年4月に死去。
- 1957年
  - 黒田昭夫※●（くろだ あきお）
    - 1934年頃の生まれ。広島高等師範附属中学校出身。在職中はスポーツアナウンサーとして、日本シリーズ、1964年「阪神－南海」、1985年「阪神－西武」、1984年オールスターゲームなどの中継で実況を担当した。後年はラジオの「ニュースデスク」を務めていたが、定年退職後の2014年11月に死去。
- 1958年
  - 上田博章（うえだ ひろあき、- 1993年）
- 1959年
  - 野島一郎（のじま いちろう）
    - 『翔べ! 必殺うらごろし』でオープニングナレーション（第1話のみ）、エンディングナレーションを担当。後にラジオの「ニュースデスク」を務めた。
- 1960年
  - 今井清之●（いまい きよゆき、- 1967年）
    - 退社後は、落語家として活動していた。高座名は「桂音也」で、1978年3月に死去。
- 1962年
  - 乾浩明※（いぬい ひろあき、- 1997年）
    - アナウンス職からの異動後に、グループ会社のホテルプラザやABCリブラの社長を務めた。
- 1965年
  - 因田宏紀（いんでん ひろき、- 1985年）
  - 辻豊人●（つじ とよひと、- 1970年代前半）
    - 後にテレビ神奈川への移籍を経て、フリーアナウンサーに転身。2019年3月に死去。
- 1967年
  - 村井守（むらい まもる）
- 1968年
  - 山本清久（やまもと きよひさ）
    - （⇒ABC音楽振興会出向）
- 1969年
  - 乾龍介※（いぬい りゅうすけ、- 2007年）
  - 戸倉信吉（とくら のぶよし、- 2009年）
  - 村田好夫（むらた よしお、- 2005年）
    - 退職後は、セイプロダクション業務提携のフリーアナウンサー。
- 1970年
  - 安部憲幸●（あべ のりゆき、- 2006年）
    - 1988年に川崎球場で「10.19」（ロッテ・オリオンズ 対 近鉄バファローズ戦）のダブルヘッダー第2試合）テレビ中継の実況を担当したことで知られるスポーツアナウンサー。2017年4月に死去。

  - 金木賢一◎（かねき けんいち、- 2012年）
    - 1994年の人事異動でアナウンス職を離れてからは、国際室のアドバイザーや大阪日伊協会事務局長を経て、2012年に定年退職。

  - 嶋田崇彦◎（しまだ たかひこ、- 1991年）
  - 長沢彰彦（ながさわ あきひこ、- 2006年）
- 1971年
  - 菅原裕和（すがわら ひろかず、- 2009年定年）
- 1972年
  - 鞍田朝夫（くらた あさお、- 1976年）
    - 1948年生まれで早稲田大学出身。在職中は植草貞夫に師事。数年後に故郷・富山県の北日本放送に移籍すると、スポーツ実況にとどまらず、報道・バラエティなどの番組で幅広く活躍した。現在はフリーアナウンサー。

  - 成宮恒雄◎（なるみや つねお、- 1979年、後にラジオ局編成制作部、事業部、総務局ISO事務局長を歴任）
    - 2010年の定年後も、嘱託契約→フリーランスでラジオ番組のディレクターを担当。アナウンス職からの異動後に演芸番組へ長らく携わっていた縁で、神戸新開地・喜楽館の開館計画に参画したほか、初代の支配人にも内定していた。実際には2018年の開館を前に就任を辞退したため、開館後は支配人を置かずに運営されていたが、後輩に当たる伊藤史隆が朝日放送テレビに在籍しながら2023年4月1日付で就任。
- 1973年
  - 岩下隆（いわした たかし）
    - （⇒スカイ・A出向　『パーフェクトボウリング』前解説、その他スポーツ中継プロデュース）

  - 林伸一郎※（はやし しんいちろう、- 2010年）
    - 2000年の人事異動でアナウンス職を離れてから、技術局の次長などを歴任。
- 1974年
  - 太田元治※（おおた もとはる、- 2012年）
- 1975年
  - 西野義和※◎（にしの よしかず、- 2001年・2010年 - 2012年）
- 1977年
  - 石原勝◎（いしはら まさる）
    - （⇒東京支社報道部・国会担当記者⇒ラジオ局編成制作部⇒報道局デスク⇒ABC音楽振興会出向）

  - 武周雄（たけ ちかお、 - 2000年）
    - （⇒総務局長⇒ABC開発常務）

  - 中原秀一郎◎（なかはら ひでいちろう、- 2014年）
    - 2001年の人事異動でアナウンス職を離れてから、編成局次長・宣伝部ゼネラルプロデューサー・監査役会事務局次長などを経て、2014年3月に定年退職。退職後も2019年1月まで嘱託契約を結んでいため、2016年10月から2018年12月までラジオ番組『朝も早よから 中原秀一郎です』のパーソナリティを務めた。契約期間満了後の2019年2月以降も、フリーアナウンサーとして、2020年9月まで朝日放送ラジオの番組へ出演。
- 1978年
  - 道勇嘉彦（どうゆう よしひこ）
    - （⇒報道情報局専任部長）

  - 和沙哲郎※（わさ てつろう、- 2015年定年）
    - 定年退職後は、大阪芸術大学放送学科アナウンスコースの教授へ就任する一方で、フリーアナウンサーとして朝日放送ラジオでの番組出演を継続。
- 1980年
  - 大岩堅一（おおいわ けんいち、- 1988年）
    - FM長野の開局を機に、第1期のアナウンサーとして移籍。後にフリー。

  - 高塚徹彦（たかつか てつひこ、- 1994年）
    - 気象予報士に転身したうえで、「高塚てつ彦」を経て「高塚哲広」として活動。

  - 戸石伸泰（といし のぶやす、- 2021年）
    - 2000年代の途中から報道局ニュースセンター記者→放送番組審議会事務局長歴任。2017年3月の定年を機に、嘱託契約の「シニアスタッフ」扱いでアナウンス業務へ再び就いていた。2021年12月の契約期間満了を機に退社。
- 1981年
  - 大塚展生（おおつか のぶお、- 2019年）
    - 在職中は、東京支社で報道部の記者を兼務した後に、『サンデープロジェクト』やドキュメンタリー番組のディレクターを務めた。ラジオのニュースデスクや経営部門への勤務を経て、2019年から兵庫県芦屋市議会議員を無所属で務めた後に、2023年4月23日執行の同市長選挙へ出馬したが落選。

  - 楠淳生（くす　あつお、- 2018年定年）
    - ゼネラルアナウンサーを経て、2017年2月に嘱託契約へ移行したが、2018年3月の定年を機にフリーアナウンサーへ転身。転身後も朝日放送ラジオの番組に出演しているほか、在職中に長らく携わっていた高校野球中継の実況を、2019年のみラジオ限定で再開していた。
- 1982年
  - 小田壽一（おだ じゅいち）
    - （⇒ラジオ局編成制作部プロデューサー）
- 1983年
  - 高柳謙一（たかやなぎ けんいち、- 1991年）
    - WOWOW開局時に移籍。後にフリー。
- 1984年
  - 松原宏樹（まつばら ひろき、 - 2008年）
  - 三代澤康司（みよさわ やすし、- 2021年）
    - 2021年3月31日の定年退職後も、フリーアナウンサーとして、『ドッキリ!ハッキリ!三代澤康司です』（退職前から出演している朝日放送ラジオの生ワイド番組）のパーソナリティを継続。
- 1985年
  - 岡元昇（おかもと のぼる、 - 2016年）
    - （⇒コンプライアンス局広報部長）
- 1987年
  - 加瀬征弘※（かせ　ゆきひろ、 - 2005年3月／2015年10月 - 2023年5月）
    - （⇒アナウンス職のまま、2005年4月からスカイ・Aへ出向。出向期間中の2006年からは、番組のプロデュース業務に専念していた。出向期間の満了に伴って、2010年11月に朝日放送＜旧法人＞へ復帰すると、2015年9月からアナウンス部長に就任。朝日放送テレビ総合編成局への移管後最初の部長でもあったが、2023年6月に他の部署へ再び異動）

  - 宮根誠司（みやね せいじ、- 2004年）
    - 2004年3月末で退社した後にフロム・ファーストプロダクション及びテイクオフ所属のフリーアナウンサー・司会者へ転身し、読売テレビ制作（日本テレビ系）『情報ライブ ミヤネ屋』などの司会を担当し、現在に至る。
- 1988年
  - 千代隆（せんだい たかし）
    - （⇒制作関連部署⇒アナウンス部＜主にデジタルコンテンツの制作へ従事＞⇒事業部⇒イベント事業部）
- 1990年
  - 上田慶行（うえだ よしゆき、 - 2006年）
    - （⇒総務局ISO事務局）

  - 保坂和拓（ほさか かずひら、 - 2011年）
    - （⇒アナウンサー時代の後期に報道局社会部の記者を兼務した後に、2011年10月から記者職へ専念。2021年の時点ではCSR推進部の次長）
- 1991年
  - 阿部成寿（あべ なるひさ、 - 2009年）
    - （⇒報道局デスク）
- 1992年
  - 長嶋賢一朗（ながしま けんいちろう、 - 2006年）
    - （⇒編成局局長付）
- 1993年
  - 島田大（しまだ まさる、 - 2017年）
    - （⇒アナウンサー時代の後期に報道局経済部の記者を兼務した後に、2017年7月から記者職へ専念。大阪経済記者クラブ担当）
- 1994年
  - 清水次郎（しみず じろう、- 2016年）
    - 朝日放送を代表するスポーツアナウンサーの1人であったが、2016年6月中旬で退社した後に、兵庫県の県立高校教員採用試験に合格。2017年度からは県立高校で教職に就いていて、西宮甲山高校へ赴任中の2022年からは、同校の硬式野球部監督も兼務している。
- 1998年
  - 上田剛彦（うえだ　たけひこ、 - 2024年5月）
    - （⇒事業局イベント事業部）
- 1999年
  - 清水貴之（しみず たかゆき、- 2010年）
    - 退社後はフリーアナウンサーを経て、参議院議員（日本維新の会→維新の党→日本維新の会所属・兵庫県選挙区選出）を務めた。参議院議員2期目の途中に、日本維新の会から2024年兵庫県知事選挙へ出馬したが落選。
- 2002年
  - 田野和彦（たの かずひこ、 - 2012年）
    - （⇒番組宣伝部⇒ABCリブラ出向・テレビディレクター）
- 2005年
  - 高橋大作（たかはし だいさく、 - 2017年）
    - （⇒2017年6月に報道局の記者へ異動したが、異動前までフィールドキャスターを担当していた『キャスト』への出演を2018年3月まで継続。2018年5月から2020年3月までは、朝日新聞大阪本社へ社会部の記者として出向していた[9][10]。復職後は、朝日放送テレビが運営するANN上海支局で2021年6月から支局長を務めた後に、2024年6月から報道局ニュース情報センターのデスクとして本社へ帰任）
- 2007年
  - 竹野康治郎（たけの こうじろう、 - 2009年）
    - （⇒スポーツ部ディレクター⇒東京支社テレビ営業部⇒朝日新聞社本社の総合プロデュース室へ2年間出向⇒営業局東京営業部）
- 2011年
  - 平岩康佑（ひらいわ　こうすけ、- 2018年6月）
    - 2018年6月15日付で退社した後に、フリーアナウンサーに転身。朝日放送在職中の2017年から携わっていたeスポーツ関連イベントの実況を中心に活動する[11]ほか、「ODDYSAY」（自ら設立したマネジメント事務所）の代表取締役も務めている。
- 2020年
  - 大野雄一郎（おおの　ゆういちろう、 - 2024年9月）
    - 入社前（慶應義塾大学在学中）の2017年に、「ミスター慶應コンテスト」でグランプリを受賞。学生時代に野球へ本格的に取り組んでいたことを背景に、入社後はプロ野球・高校野球中継の実況などを任されていた。「幼い頃からの夢だった」という（アナウンサー以外の）仕事へ挑戦することを視野に退社[12]。
- 岩成太一（いわなり たいち）
- 臼村保彦（うすむら やすひこ）
- 岡本洋（おかもと よう）
  - （⇒経営部門）
- 兼田正広（かねだ まさひろ）
  - （⇒経営部門）
- 久保田勝（くぼた まさる）
- 小林一繁（こばやし かずしげ）
- 繁村純孝〇（元新日本放送）
  - 1956.11.30時点で27歳。
- 高尾元通※（たかお もとみち）
  - 『ABCヤングリクエスト』の「謎のおじさん」の声で知られ、アナウンス部長を経て、解説委員就任後は『おはよう天気です』に出演[13]。
- 高橋義昌（たかはし よしまさ）
- 中島愛悦
- 中村宗明
- 長谷川景一（はせがわ けいいち）
- 浜田精造※（はまだ せいぞう）
- 松倉一義●（まつくら かずよし）
  - 『必殺からくり人』第1話で夢屋時次郎（緒形拳）に街頭インタビューしていた。
- 村木久彌※（むらき ひさや）
- 森川司郎（もりかわ しろう）
- 山田浩（やまだ ひろし）
  - 『おはよう朝日です』の初代ニュース解説者で、後に解説委員→解説委員長→ABCアナウンスアカデミー校長を歴任。現在はアクト・アカデミー芦屋の講師。

#### 女性
- 1955年
  - 稲田英子〇
    - 元ラジオ三重。1956.11.30時点で25歳。大阪テレビ放送時代の試験放送第一声を発した。『ポーラ婦人ニュース』の司会を担当。

  - 小深秀子○
    - 旧大阪府立女専経済科卒業、元近畿放送劇団、1956.11.30時点で27歳。

  - 佐藤和枝〇（さとう かずえ）
    - 元商事会社秘書、1956.11.30時点で29歳。
- 1958年
  - 藤久ミネ（ふじひさ　みね、 - 1967年）
    - 退社後は、フリーアナウンサー・評論家・放送作家に転身。ABCのネットチェンジ後（1979年）から、『6時のサテライト』（テレビ朝日の関東ローカル番組）でキャスターを務めた。
- 1990年
  - 鳥木千鶴（とりき ちづる、 - 2013年、コンプライアンス局⇒コンテンツ事業部を歴任）
    - 2024年5月に退社後は新家工業の社外取締役。
- 1991年
  - 中村智子（なかむら ともこ、 - 2010年）
    - （⇒報道局⇒番組宣伝部）
- 1992年
  - 香川千穂（かがわ ちほ、- 1998年）
- 1993年
  - 中浜葉月（なかはま はづき、 - 2001年・2005年 - 2010年）
    - （⇒東京支社編成部、2005年から一時アナウンサー兼任で番組に出演）
- 1995年
  - 関根友実（せきね ともみ、- 2000年）
    - 退社後は、臨床心理士として活動するかたわら、セイプロダクション業務提携のフリーアナウンサーとしてABCで複数のテレビ・ラジオ番組にレギュラー出演。
- 1997年
  - 赤江珠緒（あかえ たまお、- 2007年）
    - 個人事業主のフリーアナウンサーとして、2012年4月から『赤江珠緒 たまむすび』（TBSラジオ）のパーソナリティを10年間務めるなど、東京を拠点に活動中。2021年度には、『よんチャンTV』（毎日放送）金曜日のスタジオパネラーとして、関西ローカル番組へのレギュラー出演を再開していた。

  - 高野直子（たかの なおこ、- 2007年）
    - （⇒東京支社東京事業メディア室）

  - 橋詰優子（はしづめ ゆうこ、- 2024年）
    - 在職中にアナウンス職以外の同僚社員と結婚したうえで、2011年10月に一卵性双生児を出産。2021年の10月改編から『桑原征平粋も甘いも』（朝日放送ラジオの生ワイド番組）のパートナーを小寺と交互に務めていたが、2022年に入ってからは、体調不良を理由に2023年6月まで休職していた。2023年7月に復職したものの、再び体調を崩したため、同年の11月以降はテレビ・ラジオ番組への出演を再び休止。在職中から愛媛県松山市での生活を望んでいたため、2度目の休職を経て、2024年4月の退社を機に一家で同市へ移住している。
- 1998年
  - 山本モナ（やまもと もな、- 2005年）
    - フリーに転身。2011年に一旦引退後、2013年に個人事務所で活動を再開。
- 2002年
  - 田中花子（たなか はなこ、- 2009年）
- 2003年
  - 羽谷直子（はだに なおこ、 - 2008年）
    - （⇒番組宣伝部⇒ラジオ局ラジオ業務センター⇒ラジオ営業部）
- 2004年
  - 喜多ゆかり（きた ゆかり、 - 2021年）
    - （⇒本社編成局のアナウンスセンターへ在籍中の2019年10月から、産前産後休暇を取得。本社の別部署に勤務していた夫が、自身の出産後に東京オフィスへ異動したことを機に、一家で首都圏へ移住した。育児休業から復帰した2021年12月以降は、アナウンス職ではなく、東京オフィスのPR部で広報業務へ従事。2023年4月からは、担当番組のPRを兼ねて、『ますだおかだ増田のラジオハンター!』でラジオ番組への定期的な出演を再開している）
- 2007年
  - 堀友理子（ほり ゆりこ、- 2012年）
    - 退社後は、セント・フォース、オフィス北野を経てFIRST AGENT（旧・生島企画室）所属のフリーアナウンサーとして活動。
- 2009年
  - 八塚彩美（やつづか あやみ、 - 2022年3月）
    - （⇒総務部）
- 2010年
  - 角野友紀（かどの ゆき、- 2015年）
    - 在籍中は、『虎バン』（阪神タイガースの情報・ドキュメンタリー番組）のナビゲーターや『アタック25』（地上波版）のアシスタントなどを務めていた。中田賢一（プロ野球選手）との結婚を機に退社したうえで、福岡ソフトバンクホークス（当時の中田の所属球団）の本拠地がある福岡を拠点に、ワタナベエンターテインメント九州事業本部所属のフリーアナウンサーとして活動。中田は阪神でのプレー（2020年 - 2021年）を経て、2022年からソフトバンクでコーチを務めているが、自身は中田の阪神在籍中も福岡を拠点に活動を続けていた。
- 2013年
  - 大野聡美（おおの さとみ、 - 2018年5月）
    - （⇒報道局ニュース情報センター社会部の記者）
- 2014年
  - 川添佳穂（かわぞえ かほ、- 2021年）
    - 女性では初めて2020年10月から『おはよう朝日です』の司会にレギュラーで起用されていたが、体調不良で同年12月から休養した後に、2021年1月31日付で退社。退社後は一時、地元の鹿児島県でフリーアナウンサーとして活動していた。

  - ヒロド歩美（ひろど あゆみ、- 2023年）
    - アナウンス職のまま、2020年4月から2023年3月に退社するまで東京オフィスへ赴任。赴任中も、全国ネット向けの番組（『熱闘甲子園』やテレビ朝日・メ～テレとの共同制作による『サンデーLIVE!!』など）と並行しながら、大阪の本社で制作する関西ローカル番組（『newsおかえり』など）へ定期的に出演していた。退社の翌月（2023年4月）からは（赤江と同じく個人で活動する）フリーアナウンサーとして、『報道ステーション』（テレビ朝日）のスポーツキャスターを新たに担当[14]。
- 安生直美（あんじょう なおみ）
  - 現在はアクト・アカデミー芦屋講師。
- 石川博子（いしかわ ひろこ）
- 井土昌子
- 刈屋幸子
- 鬼頭立子（きとう りつこ）
  - 後にFM大阪などでパーソナリティー、美声で有名だった。
- 坂本治子
- 柴田邦江●（しばた くにえ）
  - 1968年から1976年まで、『おはようパートナー』の初代パーソナリティーを務めた。1990年に死去。
- 清水芙美子（しみず ふみこ）
- 須藤章子
- 高橋章子
- 寺岡美紗子（てらおか みさこ）
- 中尾啓子（なかお けいこ）
- 長島不二子（ながしま ふじこ）
- 平石光世（ひらいし みつよ）
- 広瀬修子〇
- 松本佳代子（まつもと かよこ）
- 的場千鶴子（まとば ちづこ）
- 美紀嵩子
  - 現在は朗読グループRSTへ参加
- 吉崎泰子
- 吉田ルイ子●（よしだ るいこ）
  - 本名は「吉田類子」で、NHK国際局の嘱託職員を経て入社。退社後の1961年にフルブライト・プログラムでアメリカへ留学したことを機に、写真家やフォトジャーナリストとして、数多くの作品や『ハーレムの熱い日々』などのルポルタージュを発表していた。2001年には日本ジャーナリスト会議から特別賞を授与されていたが、2024年5月に死去。
- 吉田治美●（よしだ はるみ）
  - 地元局の山口放送を経て、1994年からフリーアナウンサー・ローカルタレントとして活動。2003年11月に死去。
- 中津好子
  - 開局当時から在籍。「JONR-TV.チャネル6（シックス）、ABC朝日放送です」とステブレを入れていた。

## 備考
- 開局当初のアナウンサー養成は泉田行夫、牧師、宝塚音楽学校の方等が担当。
- 朝日放送グループのアナウンサーのうち、2018年3月31日時点で楠淳生（2017年の定年後も嘱託契約を締結した後に同日付で退職）を除く在籍者は、翌4月1日の放送持株会社移行の際に旧朝日放送から朝日放送テレビへ自動的に転籍。2018年4月1日以降に入社したアナウンサーも、朝日放送テレビで雇用している。その一方で、関連会社の朝日放送ラジオ（ABCラジオ）やスカイAではアナウンサーを独自に採用していないため、両局の番組にも朝日放送テレビからの出向扱いで随時出演している（スカイAは分社前の旧朝日放送時代からこのような「番組出向」の受け入れを実施）。
- 新人アナウンサーが「初鳴き」（放送への本格的なデビュー）を迎える日の早朝には、2021年採用の鷲尾千尋（入社5日目から『おはよう朝日です』第1部のアシスタントに抜擢）を除いて、同番組と『おはようパーソナリティ』シリーズ（朝日放送ラジオ）へ自己紹介を兼ねて出演することが朝日放送（テレビ・ラジオ兼営体制の旧法人）時代からの恒例になっている[15]。このような「生放送によるお披露目の場」を設けることを提案したのは道上洋三で、最初に実行されたのも『おはようパーソナリティ道上洋三です』である。
- テレビ・ラジオの分社以降、テレビでの肩書表記は「ABCアナウンサー」から「ABCテレビアナウンサー」に変更されている[16]。一方でラジオでのアナウンスは「ABCアナウンサー」（『ABCフレッシュアップベースボール』では「ABC」[17]）のまま。